# Zimmerius gracilipes
Zimmerius gracilipes là một loài chim trong họ Tyrannidae.